# Castello Cantelmo (Alvito)
Il castello Cantelmo di Alvito è un'antica fortezza della valle di Comino, territorio della provincia di Frosinone al confine con l'Abruzzo e il Molise. È posto sulla cima di un colle sovrastante la piana d'Alvito, che si sviluppa in direzione nord-est sud-ovest, dove è ubicato anche l'abitato di Castello, frazione intramoenia di Alvito e centro di fondazione dell'attuale città, uno dei primitivi abitati sorti dopo il disfacimento della benedettina Civita di Sant'Urbano. Dagli anni novanta è di proprietà del Comune di Alvito, che sta provvedendo a ricostruirlo nelle parti andate, col tempo, distrutte, e a riconsolidare quanto rimasto, per promuovervi incontri culturali e manifestazioni sociali. È anche conosciuto col nome di "castello di Alvito", benché amministrativamente si indichi in tal senso l'intera frazione alvitana in cui è sito il maniero.

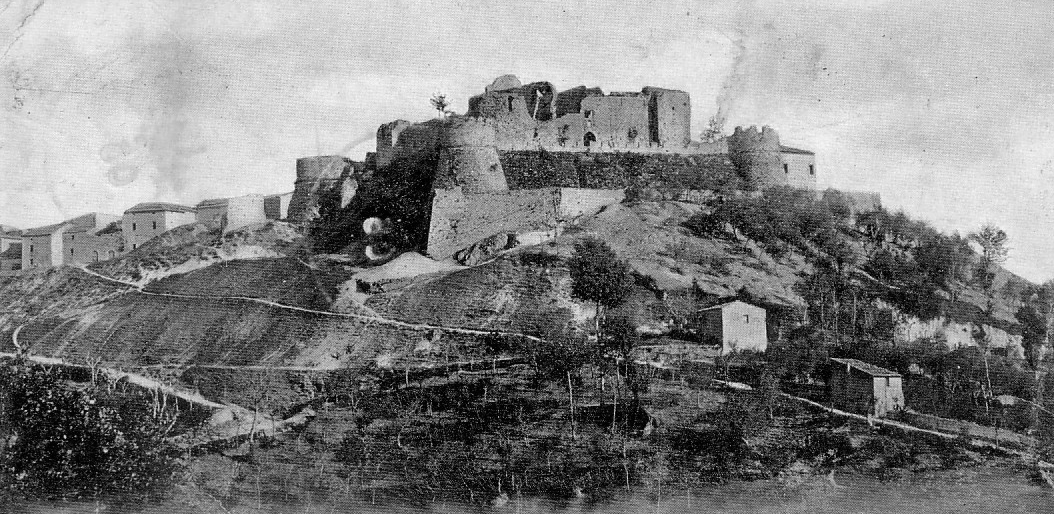
Alvito Castello nei primi del '900

## Storia

### L'incastellamento di Sant'Urbano e la nascita di Alvito
La città di Alvito è strutturata su più livelli, lungo una delle propaggini meridionali del monte Morrone, su di una cima minore conosciuta un tempo come monte de Albeto o Serra de Albeto. L'attuale assetto urbano è il risultato di un insediamento progressivo e diffuso, iniziato nell'XI secolo, che interessò tutto il territorio della città di Sant'Urbano, un antico centro amministrativo cominese, fondato dall'abate Aligerno di Montecassino nel 976, là dove oggi una contrada è detta Colle della Civita. Nello stesso luogo esisteva già una Civita Sancti Urbani, che fu probabilmente distrutta dai Saraceni sulla fine del IX secolo, quando con i loro eserciti saccheggiarono e devastarono la Terra di San Benedetto, e Aligerno, passato il pericolo arabo, s'interessò della sua riedificazione, commissionando in loco la costruzione di un castello. L'opera si inseriva nel piano di riappropriazione territoriale della Terra di San Benedetto, portato avanti dall'abate, che aveva diretto il ritorno dell'abbazia nella sua naturale sede cassinate dopo il cosiddetto «esilio di Teano». Alcuni nobili di Vicalvi ottennero il permesso di costruire la fortificazione, su un colle presso la strada che dalla Valcomino, per Pescasseroli, portava negli Abruzzi; l'opera si inseriva in un sistema di interventi territoriali frequenti nella Terra di San Benedetto, successivi alle invasioni dei Saraceni. Così fu pianificato anche un insediamento di coloni, come già altrove nel Lazio meridionale, secondo il sistema produttivo delle curtes, l'antica base sociale ed economia della Terra di San Benedetto. La nuova fondazione però non assicurò vita duratura al borgo: a causa dell'incremento demografico che si verificò nell'area alla fine dell'XI secolo il centro fu presto abbandonato, perché il castello non riuscì mai ad integrare la realtà urbana nello spazio agricolo circostante, e gli abitanti si insediarono stabilmente nelle località dove erano concentrate le principali attività agricole del territorio, specialmente Santa Maria del Campo, Sant'Onofrio e, presso l'abitato di Alvito, La Valle.

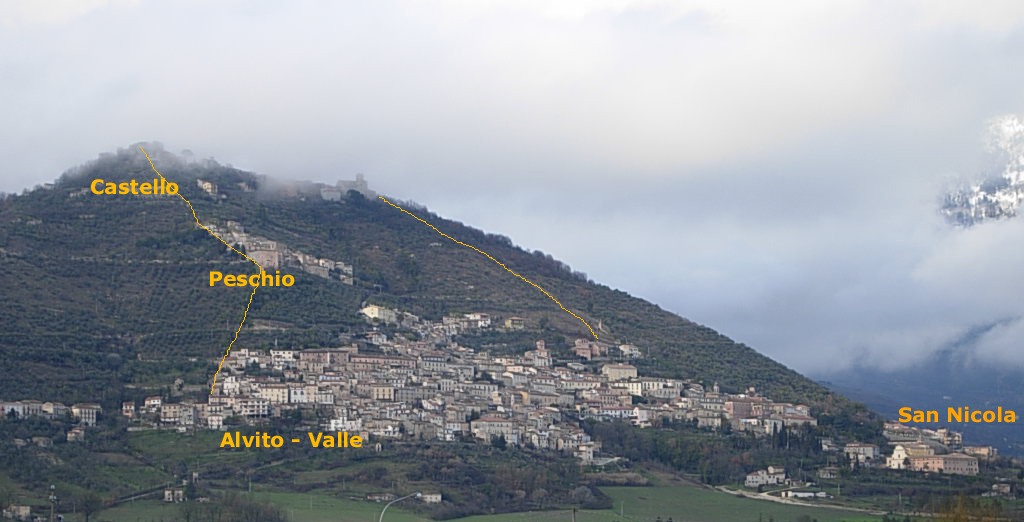
Panorama di Alvito. La struttura diffusa dell'insediamento, che degrada lungo un colle dalla cima ai piedi, negli abitati di Castello, Peschio, La Valle e San Nicola, sopravvive ancora oggi

 L'intervento di ricostruzione giovò comunque a Montecassino: il cenobio campano incoraggiò il ripopolamento della montagna fra l'Alto Sangro e la Terra di Lavoro, dove istituì i più importanti centri di produzione, per il sostentamento dei monaci dell'abbazia, al contempo disponendo di autonomia economica e consolidando il confine settentrionale del principato di Capua e le propaggini della diocesi di Sora nel territorio marsicano.

#### Il primo feudo alvitano
Nel corso dell'XI secolo Sant'Urbano cadde definitivamente in rovina. Già dal 1096 tutto il territorio che spettava alla città si indicava ormai come pertinenza di Monte Albeto, un nuovo nome che si era imposto dopo l'invasione normanna. Ciò lascia supporre che, decaduta la città, la vita civile si svolgesse in nuovi centri sorti sulle pendici del Monte Morrone oppure che non vi fosse più nessuna fortificazione. La perdita dell'unità amministrativa cassinate rischiava di sciogliere l'organizzazione territoriale del fondo, in particolare il sistema economico che aveva per vertice i possedimenti di Montecassino e così l'abbazia provvide ad infeudare l'area ai d'Aquino. La famiglia campana, che si era insediata nella media valle del Liri, ottenne dall'abate Desiderio di Montecassino, nell'ambito di una ripianificazione territoriale della Terra Sancti Benedicti, alcuni terreni a Settefrati (Pietrafitta) e a Posta Fibreno (La Posta), in cambio di Piedimonte San Germano e per rafforzare il controllo benedettino, ebbe anche in dotazione in un nucleo di abitazioni sul Colle del Albeto, fino ad allora appartenuto alla Civita di Sant'Urbano, che gli Aquinati avrebbero dovuto possedere per una sola generazione. Costoro erano già stati tra i più convinti oppositori dei monaci benedettini, perché mal avevano tollerato l'attività politica della sede abbaziale a Cassino, finché non furono costretti a sottomettersi ai cassinati, quando alcuni abati riuscirono ad assoggettare militarmente la quasi totalità della contea di Aquino, già alla fine del X secolo. 

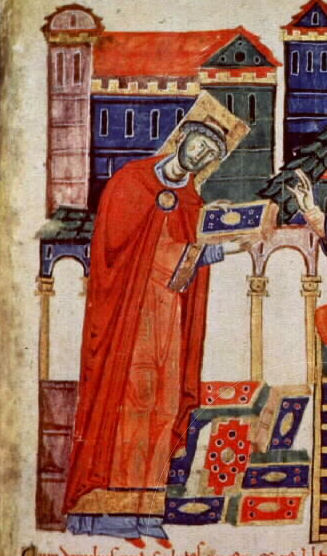
Desiderio nell'atto di donare a San Benedetto i beni temporali e i libri di Montecassino (particolare da una miniatura cassinense)

 E asserviti alla causa benedettina, la nuova infeudazione alvitana costituì uno degli interventi periferici nella politica di riorganizzazione della Terra di San Benedetto e delle proprietà di confine. Tale Adenolfo d'Aquino beneficiò dei nuovi possedimenti. Egli ottenne un nucleo urbano composto da più di 120 famiglie di coloni e coi terreni che lavoravano, che avrebbe però dovuto cedere con la sua morte, senza possibilità di farne un'eredità, il primo nucleo del castello di Alvito. Sant'Urbano però, già in decadenza, perdeva anche l'unità amministrativa patrimoniale e l'incastellamento che aveva incoraggiato Desiderio fu disturbato da un nuovo fondo che ne assorbì la vitalità economica e urbana.

#### L'incastellamento diAlbeto
Il dominio dei d'Aquino in Val di Comino fu instabile e soggetto ai primi disordini cui incorse il Lazio meridionale, nel periodo che vide più volte combattersi e poi riappacificarsi i Normanni e lo Stato Pontificio. Dopo la costituzione del Regno di Sicilia, i confini della Campania furono nuovamente oggetto di numerose contese fra i papi e i nobili locali, specialmente i sovrani del Principato di Capua e in quest'epoca Alvito risultò particolarmente esposta alle scorrerie normanne alla fine dell'XI secolo. Il conte di Carinola, Gionata, si portò fino ai confini romani, in una piccola guerra condotta contro la contea di Sora. Una contesa tra Rainulfo d'Aquino, castaldo di Sora, che da anni perseguiva una politica di sostegno economico all'Abbazia di Montecassino, con lasciti e donazioni di importanti proprietà, fra cui i ricchi mulini di Colle de Insula (probabilmente oggi Isola del Liri), e diversi monasteri in Arpino, e la popolazione locale, era stato il pretesto del calense per occupare militarmente la città, conducendo un assedio che interessò anche gli alvitani. I sorani, che mal avevano tollerato le acquisizioni cassinesi di Isola, si erano ribellati ai d'Aquino e avevano chiamato in soccorso il conte normanno. Rainulfo, gastaldo di Sora, e l'alvitano Adenolfo furono vinti da questi, e resi quindi prigionieri. I fatti di quegli anni, attorno al 1094, sono molto conosciuti nella storiografia locale e, oltre ad essere presi come il terminus a quo del declino dell'egemonia aquinate della valle del Liri, sono testimoniati in documenti storici importanti per comprendere la situazione feudale della Valcomino. Quando Adenolfo fu catturato, gli fu imposto un cospicuo riscatto in denaro che pagò l'abate Oderisio, alleato dei d'Aquino. Il prezzo pattuito era di 200 libbre d'oro, garantite dai cassinati, di cui egli ne avrebbe dovuto restituire 100 all'abate entro un anno, altrimenti avrebbe reso in pegno le proprietà alvitane così come le aveva ricevute da Desiderio. Una clausola contrattuale prevedeva però che non sarebbero stati né negoziabili né tantomeno alienabili i beni di Adenolfo sul Monte de Albeto perché oggetto, in quegli anni, di migliorie. Questa condizione ha fatto pensare ad alcuni autori che era ivi iniziata la costruzione di un castello, mai portata a termine. Alcuni anni più tardi Adenolfo, proprietario della sola Albeto, morì, e chi gli succedette è ignoto. Perché si trovi successivamente menzione della proprietà alvitana, si dovrà attendere il 1157, quando dei documenti menzionano un d'Aquino, Landolfo de Albeto, signore della terra alvitana, precisamente «dominus castri Albeti», il quale era sicuramente un parente di Adenolfo. Certamente alla fine del XII secolo il centro fortificato era stato ultimato, come dimostra il toponimo castrum con cui è denominato, non necessariamente un castello, più probabilmente un borgo protetto da torri, mura e un palazzo signorile o fortezza.

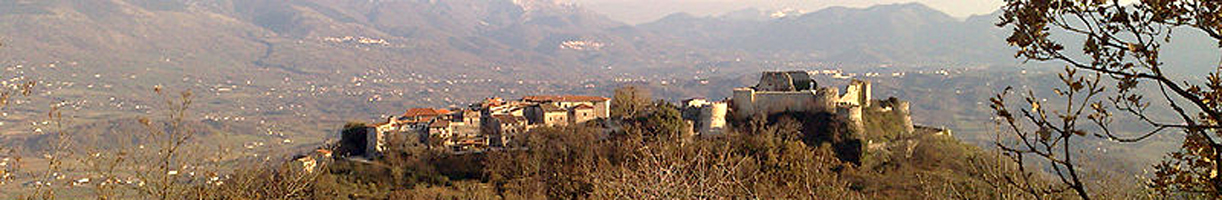
Il borgo fortificato di Alvito Castello e il maniero dei Cantelmo

#### L'organizzazione feudale
La costruzione della fortificazione alvitana risale dunque all'epoca dell'invasione normanna. Probabilmente fu il frutto di un intervento congiunto dei principi di Capua e dell'abbazia di Montecassino; la costruzione risale, infatti, proprio al periodo in cui i re di Sicilia trovarono nei cassinati un prezioso sostegno nella costituzione dello stato unitario, in particolar modo presso gli incerti confini settentrionali del principato di Capua. Era coeva di molti altri manieri e strutture militari rurali che i nobili normanni, conquistato il Meridione, costruirono a difesa delle principali vie di comunicazione, valichi e valli del Regno, specialmente tra Abruzzo e Terra di Lavoro. Chiara impronta di come la campagna del Mezzogiorno stava smettendo di essere un mosaico di proprietà ecclesiastiche e signorili, oggetto di contese e spartizioni di duchi, vescovi e re, per diventare parte integrante dello stato unitario siciliano, sotto il controllo di un capillare sistema di rocche e castelli, che rappresentavano il potere militare e civile anche nelle periferie. Il «castrum Albeti», che era fra questi, compare nel Catalogus Baronum di Ruggero II, dove si indica come pertinenza di Landolfo I d'Aquino, primo signore, e che a lui spettavano le terre di Albitum, Campoli, Settefrati e parte di Aquino, disponendo su questi territori di dieci milites e trenta servientes. Landolfo inoltre era barone di Gionata di Caleno, conte di Carinola (o conte di Caleno) e a questa città Alvito faceva capo, con la baronia dei d'Aquino. La politica rurale normanna facilitò la ricostituzione dell'antico feudo cominese e l'accentramento amministrativo e patrimoniale che si compì nel castrum Albeti, che riprende un modello insediativo ed economico risalente dalle prime invasioni dei saraceni. Altri documenti del 1221 danno testimonianza di come si evolvesse il feudo, di come già fosse strutturata l'impronta di una baronia alvitana: si disputò in quegli anni una ripartizione territoriale del contado, che vide fra i contendenti Tommaso I d'Aquino, conte di Acerra, Roberto di Alvito, Landolfo e Adenolfo d'Aquino, i quali contestavano precedenti divisioni; le contrade spartite sono per la prima volta ben delineate, corrispondenti a centri abitati per la maggior parte ancora oggi popolati: compaiono cinque castelli della Valcomino, cioè Campoli, San Donato, Settefrati, Rocca delle nore, Picinisco e il Castrum Albeti, borghi della prima baronia. Il contenzioso fa pensare ad un'amministrazione condivisa, che non impediva ai fratelli di conservare l'unità originaria del feudo, almeno fino all'arrivo degli angioini in Italia.

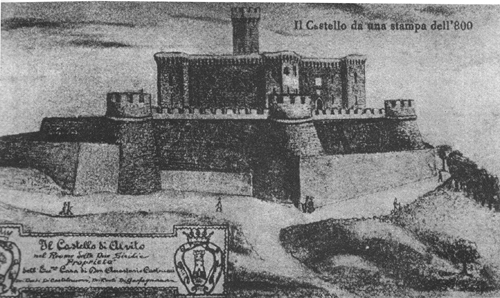
Il castello di Alvito in una stampa del XIX secolo

#### Alvito e gli Angioini
Una sorta di processo di riunificazione patrimoniale nel Mezzogiorno continuò con la dinastia sveva. Federico II ereditò il Regno di Sicilia e portò avanti la politica centralista normanna. Il partito che lo sosteneva e che si interessò anche di riformare il sistema politico e giuridico italiano, si dovette scontrare con i diritti e i privilegi delle città della Penisola. Dal 1230 il paese fu sconvolto da una feroce guerra, che ebbe termine solo con la battaglia di Benevento e la sconfitta dei ghibellini, compresi i d'Aquino, sostenitori di Manfredi. Di conseguenza anche i feudatari d'Alvito, Tommaso II d'Aquino, Giacomo e Adenolfo II, vennero espropriati dei loro beni, e a nobili francesi, che combatterono a fianco di Carlo d'Angiò contro gli svevi, fu assegnato il territorio cominese. L'intera Valle risultò variamente frammentata e agli Aquinati, che pur conservavano un certo prestigio politico in Terra di Lavoro, restò la sola Gallinaro. Dal 1270 pare che abbiano perso anche il castello di Alvito. Solo con la venuta di un nuovo re ebbero fine le loro sventure e il feudo per breve tempo si giovò di un'amministrazione prospera. Adenolfo II D'Aquino (1293), conte di Acerra, qualche anno dopo le dure perdite subite dai suoi predecessori, riconquistò il favore del nuovo re, Carlo II, che era succeduto a Carlo I d'Angiò. Costui riebbe Campoli, San Donato, Settefrati e il fortilicie castri Albeti, nuova denominazione con cui si indicò Alvito, che lascia supporre che nel frattempo vi era sorto un castello vero e proprio. Fortilicium è, infatti, il termine con cui nel medioevo si indicavano specificatamente i castelli. Il maniero in quegli anni è descritto come un edificio in buone condizioni, ampiamente munito di armi e adeguatamente approvvigionato dei prodotti del circondario (vino, grano, miglio, spelta) anche perché nelle lotte tra guelfi e ghibellini, trattandosi di una fortezza di confine fra lo Stato Romano e il Napoletano, aveva acquisito sempre maggior importanza territoriale e politica. 

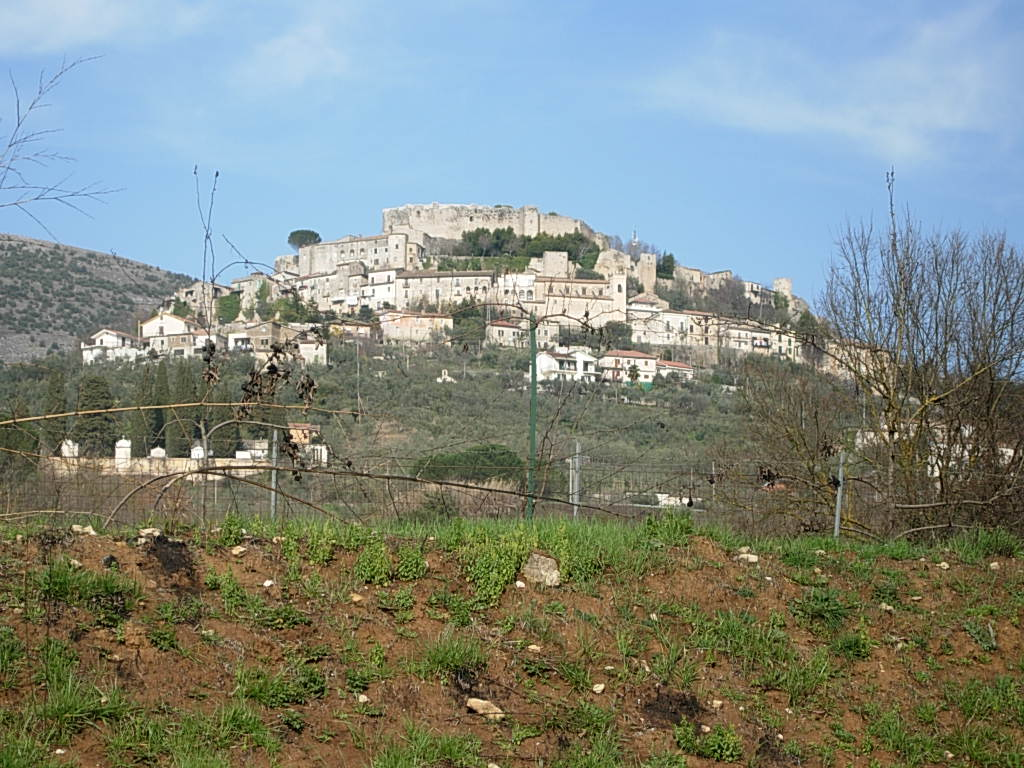
L'abitato e il castello di Vicalvi

#### La fine del dominio dei d'Aquino
Cristofaro D'Aquino, succeduto a Adenolfo II nel 1305, amministrò il contando d'Alvito. Malgrado la famiglia avesse conosciuto in quegli anni una nuova ascesa politica, la successiva generazione degli Aquinati fu ancor più sfortunata e con essa i titoli alvitani vennero definitivamente persi. I membri di tale famiglia erano tornati ad essere i feudatari più influenti della Terra di Lavoro e in meno di un lustro erano riusciti a riunificare sotto il proprio controllo tutti i territori che avevano perduti con la venuta dei francesi a Napoli, ma un violento terremoto si abbatté presto su alcune loro proprietà. Adenolfo aveva lasciato il suo titolo ai figli Berardo e Adenolfo IV, secondo alcuni figlio o sposo di Margherita de Corban, ovvero più probabilmente marito di Giovanna Cantelmo. Adenolfo IV poi, aveva anche ereditato grazie a Margherita de Corban Vicalvi e La Posta, territori economicamente ricchi e ben popolati, e malgrado ciò, il terremoto che nel 9 settembre 1349 devastò L'Aquila, la Valle Roveto, Sora, la Valcomino e parte della media e bassa Valle del Liri, distrusse il suo castello, dove sotto i crolli morì con la sua consorte, assieme a dieci notabili di Pescasseroli.

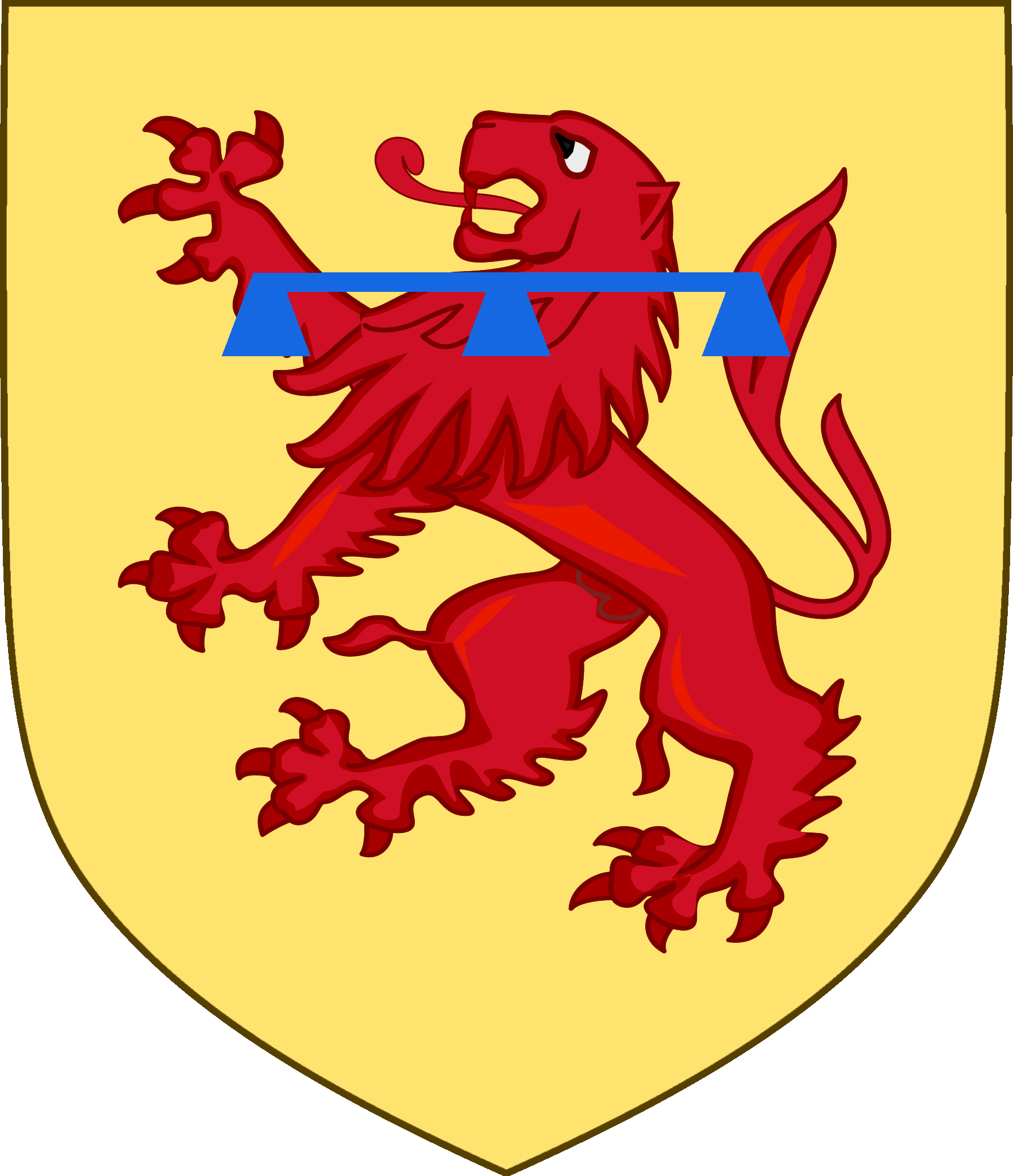
Stemma dei Cantelmo

#### I Cantelmo
Dall'arrivo degli angioini nel regno di Napoli non esistevano più le grosse signorie baronali, alcune delle quali retaggio dell'antica dominazione longobarda. Ogni città aveva il suo signore, generalmente di origine francese, e ricostruire le unità territoriali delle regioni storiche meridionali fu impresa ardua, spesso impossibile. Nell'area a cavallo fra l'Abruzzo montano e l'alta Terra di Lavoro si insediò la famiglia francese dei Cantelmo, che qui ebbero in concessione diverse città dai sovrani di Napoli, ricoprendo poi anche cariche amministrative e burocratiche nei giustizierati abruzzesi e campani. A svantaggio dei D'Aquino, la famiglia francese accrebbe notevolmente il suo patrimonio, e compare per la prima volta anche nella storia di Alvito, grazie a dei matrimoni combinati dapprima fra Giovanni Cantelmo, figlio di Giacomo II, con Angela Étendard, signora di Arpino, Roccasecca, Gallinaro e San Donato, e quindi fra Restaino (o Rostaino) Cantelmo (m. prima del 1320) e Margherita di Corban, vedova di Adenolfo d'Aquino signore di Alvito. Anche l'unità territoriale cominese era stata perduta; gli Étendard di Arpino, infatti, avevano ottenuto diversi borghi della Valle, e i D'Aquino non erano più in grado di tutelarvi i propri interessi economici e territoriali, né il bene comune dei locali abitanti. Il figlio di Restaino e Margherita, chiamato anch'egli Restaino, nipote diretto dei d'Aquino morti nel terremoto del XIV secolo, per via della zia Giovanna, non poté non approfittare di questa confusione amministrativa e, ereditata la proprietà del castello, si preoccupò della sua ricostruzione. Restaino edificò anche una cinta muraria nuova per Alvito e il palazzo ducale di Atina, ultima residenza nobiliare dopo i crolli del 1300, assicurandosi il controllo di quello che allora era il centro più importante della zona. I lavori iniziarono nel 1350 e furono completati probabilmente da Giacomo III, anche se in alcuni documenti sembra che in realtà l'erede del castello fosse il fratello Restaino. Da alcuni manoscritti infatti, risulta che costui, usurpati manu militari i feudi dei D'Aquino nella Valcomino, fu multato dal re Carlo III e ancora, a seguito di una ribellione, pare, secondo altre fonti, che per le stesse ragioni gli furono alienate delle proprietà a Napoli. I nobili francesi avevano comunque sconfinato dall'Abruzzo in Terra di Lavoro e avevano compiuto il primo passo verso la riunificazione dell'antico feudo cassiense tra Alto Sangro e Valcomino. 
(Antica lapide presso il castello, oggi non più esistente)

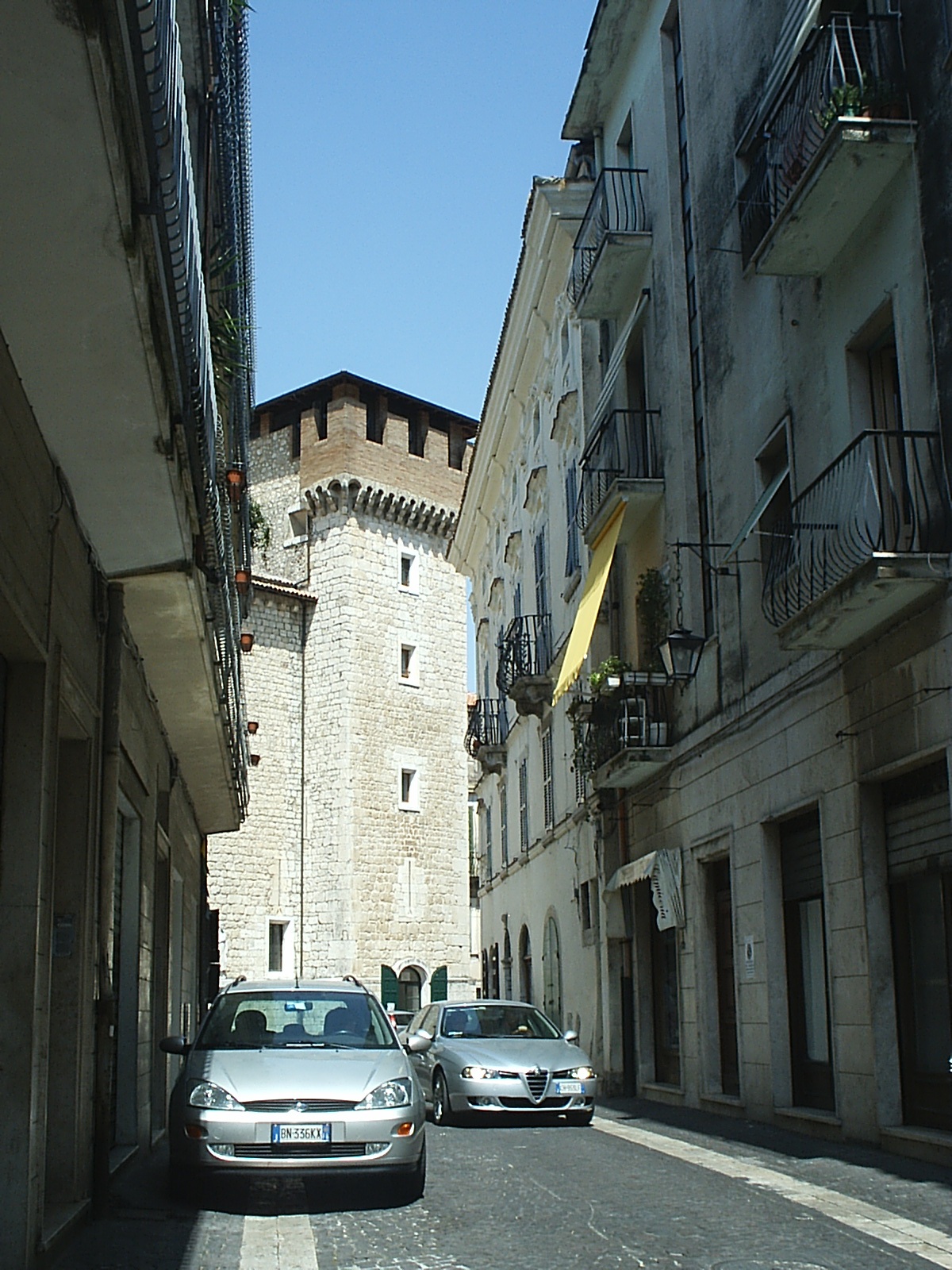
Il palazzo ducale di Atina costruito da Restaino e Giacomo III.

Al XIV secolo risale la costruzione degli edifici principali, e non essendo più rinvenibile traccia alcuna di strutture preesistenti, è evidente che il maniero fu raso al suolo completamente. All'epoca fu edificata una struttura a pianta quadrata con una torre per ogni angolo. Nello stesso periodo i signori di Alvito si interessarono anche del rafforzamento del castello di Picinisco. Un'interpretazione più recente dell'Antonelli vuole che in realtà prima del terremoto non vi fosse alcuna fortezza e che il castrum distrutto dal terremoto doveva essere l'intero abitato di Alvito Castello; Restaino si interessò quindi sia dell'innalzamento di un vero e proprio maniero (fortilicium) sul colle di Alvito, che della pianificazione di un nuovo centro abitato, obbedendo in parte ai modelli di incastellamento angioini, in parte alle strutture degli antichi sistemi difensivi rurali normanni.

#### La nascita della signoria
Il primo tentativo di Restaino di unificare le proprietà castellane con quelle agrarie del circondario era fallito e la lotta per la costituzione di una signoria fu ripresa e portata avanti più tardi, dai nipoti Rostainuccio, Berlinghiero e Giacomo, che cercarono di guadagnar potere nel regno napoletano quando lo scisma d'Occidente gettò nello scompiglio lo Stato. Le Due Sicilie furono sconvolte da guerre dinastiche. Giacomo IV aveva ereditato Alvito, Berlinghiero Arce e Atina, Rostainuccio Popoli, attorno al 1381 mentre i d'Aquino erano ancora proprietari dei più importanti centri di produzione della Valcomino. Il complicato sistema amministrativo cominese impediva agli eredi di Restaino di diventare proprietari a pieno titolo del contado alvitano; le antiche proprietà ecclesiastiche cassinensi si sovrapponevano al ricco latifondo aquinate, che comprendeva Campoli, Settefrati e la campagna di Alvito, per cui i Cantelmo erano solamente proprietari del castello. La sola possibilità per accrescere i diritti territoriali fu sostenere le cause dello stato napoletano. I Cantelmo, scoppiata la guerra a Napoli fra i sostenitori di Clemente VII e il partito di Urbano VI, si schierarono con i primi e con la regina Giovanna d'Angiò, riconoscendo con lei Luigi d'Angiò il legittimo erede al trono. Il partito angioino però non poté nulla contro l'esercito ungherese e Carlo d'Ungheria riuscì a sconfiggere i nemici napoletani e i Cantelmo, fra cui Rostainuccio e fratelli, che furono soggiogati per mano diretta del sovrano magiaro, attraversata Sora e la Valcomino con il suo esercito per sopire eventuali ribellioni. Le sorti della guerra volsero a favore dei Durazzeschi, e, forse per scongiurare l'ira del sovrano straniero, Giacomo IV, fratello di Rostainuccio, si sottomise al nuovo re di Napoli, anche per discolparsi dei delitti del padre e degli zii ribelli. Re Carlo che non voleva minare ulteriormente la fragile stabilità del regno, non effettuò pesanti azioni di ritorsione e cercò anzi il favore di tutti i feudatari suoi sudditi; perciò a Giacomo fu riconsegnata Alvito, nominato terrae Albeti dominus, il quale non solo vide per sé restaurato il titolo nobiliare, ma ebbe in concessione l'intera città, non più il solo castello, per la prima volta interamente infeudata; evidentemente si era pattuito un compromesso fra i Cantelmo e la corte napoletana.

#### Vicende successive
Il castello continuò ad essere sempre il principale centro amministrativo del feudo anche negli anni seguenti, insieme al palazzo ducale di Atina. Nel XV secolo era stato munito ulteriormente, con la costruzione del secondo perimetro murario, gli annessi torrioni e la scarpata in muratura, comunemente indicata come terzo sistema murario. I Cantelmo, nello stesso periodo, erano intanto arrivati ad ottenere il titolo ducale, nel 1454, e a fare della città il cuore di un grande patrimonio feudale fra Lazio e Abruzzo, dalla Valcomino all'Alto Sangro, Popoli, il circondario di Sulmona (Pettorano, Rivisondoli) e alcuni possedimenti nel Molise. Giacomo V, figlio di Restaino, fu il primo conte di Alvito, il quale probabilmente ottenne il titolo dopo il matrimonio con Elisabetta d'Aquino, a lei in dote con la contea di Popoli. Il patrimonio alvitano si arricchì poi ulteriormente con Antonio, figlio di Giacomo V (vi aggregò i domini di Popoli e Arce ottenuti in eredità dai familiari morti senza prole, e manu militari Pacentro e Rocchetta); lo stesso Antonio fu però responsabile dei primi eventi nefasti per la famiglia, portando distruzione nella città di Alvito: il castello fu assediato dapprima da Ladislao d'Angiò, per punire il padre Giacomo V, che l'aveva tradito, e, dopo che a costui fu tolta, si rese reo di aver fomentato delle ribellioni, per poterla riconquistare, contro Onello Ortiglia, cui era stato appena assegnato il titolo di signore di Alvito. Solo con la venuta nelle Due Sicilie degli Aragonesi i Cantelmo, loro sostenitori, riacquistarono un certo prestigio e furono elevati di dignità, col titolo di duchi di Sora.

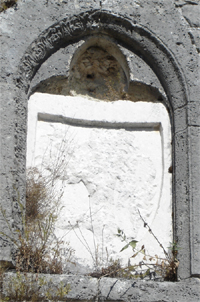
Stemma Cantelmo su volta in pietra nel castello di Alvito

Il legame di Alvito con l'Abruzzo, che segnò gli anni della dominazione dei Cantelmo, nonostante i disagi che le numerose operazioni militari portarono alla popolazione, apportò una lenta crescita economica. Le attività annesse alla pastorizia e al commercio della lana furono fonte crescente di ricchezza per gli alvitani e per anni la Valcomino e l'Alto Sangro costituirono un unico comprensorio economico, culturale ed etnico. Nel XVI secolo il cuore economico del feudo era indiscutibilmente l'abitato de La Valle, dove gli abitanti si registravano in 400 fuochi, contro i 60 di Peschio e 150 di Castello. Là era anche sorto un nuovo palazzo ducale, in cui i nobili risiedevano quando erano in visita nella Valcomino, perché allora si erano ormai abitualmente stabiliti a Napoli.

## Architettura
Ancora alla fine del XIX secolo il castello doveva apparire grossomodo integro delle sue strutture e conservare tutta l'imponenza originaria. Diversi terremoti del XX secolo e anni di abbandono però causarono il crollo e la perdita degli elementi architettonici più vistosi, dal maschio alle merlature.
La struttura architettonica è costruita secondo i modelli dell'economia militare e non ha subito interventi di restauro filologico o manieristico come successo ad altre strutture simili e conserva quindi tutte le forme medievali. Gli elementi principali sono i sistemi difensivi, disposti progressivamente da un perimetro esterno al centro e l'edificio in cui risiedevano i castellani. Una prima cerchia muraria alta cinque metri circonda tutta l'area su cui si è sviluppato il castello, di forma trapezoidale, ricavata spianando la cima del colle; alle prime mura, che si innalzano per cinque metri, corrispondeva un fossato profondo altri cinque nel lato che dà verso il centro abitato. Una seconda cerchia muraria proteggeva l'edificio vero e proprio, protetto da quattro muraglioni a scarpa, con quattro torri angolari alte 14 metri e larghe 11 di circonferenza alla base e 9 alla cima. Al centro della seconda cerchia si ergeva un edificio quadrangolare, il maschio, che si innalzava per 11 metri più in alto rispetto al resto del castello: al lato sud dell'edificio dovevano trovarsi le stanze della nobilità, mentre nei restanti locali risiedeva la servitù e le guardie. Una torre ottagonale ne proteggeva l'accesso. Merlature guelfe.

## Restauro contemporaneo e agibilità
Dagli anni Novanta il castello è di proprietà del comune di Alvito, che sta provvedendo a ricostruirlo nelle parti andate, col tempo, distrutte, e a riconsolidare quanto rimasto. I primi interventi risalgono al 1994 e sono stati affidati dalla provincia di Frosinone all'architetto Giulio Rossetti, che ha curato la ricostruzione, con le pietre originarie, di parte delle torri, delle merlature e dei principali ingressi, ripulendo gli accessi e restaurando le volte principali. Alcuni ambienti sono ancora in fase di ricostruzione. La struttura ospita nel periodo estivo una manifestazione culturale autorganizzata, autofinanziata e autogestita, denominata Castello Reggae, in cui diversi musicisti e Sound System si esibiscono con gli strumenti e i suoni tipici della musica reggae, dello ska e del dub. La manifestazione si è interrotta bruscamente prima dello svolgimento della 17ª Edizione, nell'anno 2013. In uno dei cortili interni è stata installata una voliera per ospitare gli uccelli che avevano bisogno di soccorso trovati nel Parco Nazionale d'Abruzzo. La voliera non è stata mai utilizzata in tal senso; infatti gli unici uccelli che ha ospitato sono stati dei volatili privati. Successivamente la voliera è stata rimossa.